# Mikhàilivka (Nijniohirski)
|  | Per a altres significats, vegeu «Mikhàilovka». |

Mikhàilivka (Михайлівка (ucraïnès), Михайловка (rus), Mikhàilovka) és un poble de la República Autònoma de Crimea a Ucraïna, que el 2014 tenia 2.241 habitants. Pertany al districte de Nijniohirski.